# Poecilotheria striata
Poecilotheria striata là một loài nhện trong họ Theraphosidae.
Loài này thuộc chi Poecilotheria. Poecilotheria striata được Mary Agard Pocock miêu tả năm 1895.
Loài này phân bố ở het zuidwesten van Ấn Độ. Hij staat op de rode lijst van de IUCN als kwetsbaar. De populatietrend is dalend. De spin wordt vrij veel als huisdier verkocht.